# Iris Origo

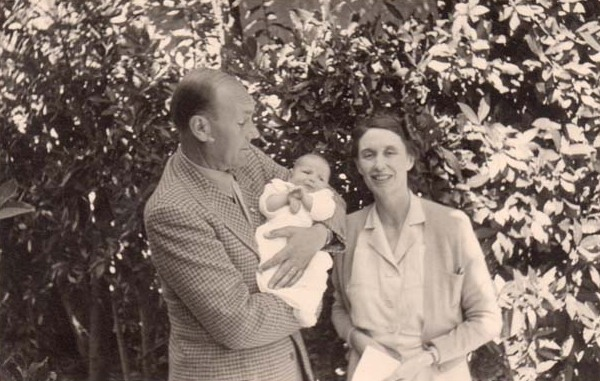
Makarna Origo med dottern Donata på La Foce 1943.

Iris Margaret Origo, född Cutting 15 augusti 1902 i Birdlip i Gloucestershire i England, död 28 juni 1988, var en italiensk författare. Tillsammans sin make ägde egendomen La Foce, som under andra världskriget blev La en fristad för flyktingbarn; makarna stödde allierade krigsfångar och partisaner under fascistregimen och nazistockupationen.

## Biografi
Iris Origos föräldrar var förmögna och reste mycket, speciellt i Italien, där fadern dog 1910. Mor och dotter bosatte sig permanent i Italien och köpte Villa Medici i Fiesole. De lärde känna Bernard Berenson, som bodde en bit bort på I Tatti. Iris Origos undervisades huvudsakligen hemma av professor Solone Monti och en rad franska och tyska guvernanter.
I april 1918 gifte sig hennes mor lady Sybil Cutting med arkitekturhistorikern Geoffrey Scott. Hon skilde sig 1926 och gifte sig för en tredje gång med författaren Percy Lubbock.
Origo gifte sig 1924 med Antonio Origo och paret bosatte sig på den stora egendomen La Foce i Sienaprovinsen; den omfattade 57 gårdar och var på 2 800 hektar, Paret fick en son, som avled i sjuårsåldern, och två döttrar. 
Efter sonens död 1933 började Iris Origo sin författarbana. Hon skrev biografier över italienska historiska personer såsom Giacomo Leopardi, Cola di Rienzo och Francesco di Marco Datini.
Under andra världskriget kom makarna att erbjuda en fristad för flyktingbarn på La Foce och hjälpte också allierade krigsfångar som lyckats fly. De händelser som utspelades under denna tid har Iris Origo i dagboksform skildrat i boken War in Val d'Orcia, som publicerades 1947. Denna bok fick allmän spridning och blev också en kritikersuccé. 1970 publicerade Iris Origo sin självbiografi Images and Shadows.
Efter krigsslutet bodde makarna omväxlande i Rom, där de köpt en våning i Palazzo Orsini, och på La Foce. Iris Origo var fortsatt aktiv som författare. Maken Antonio Origo avled 1976 och Iris Origo dog på La Foce 1988 vid 85 års ålder.

## Utmärkelser och betydelse
Iris Origo valdes till Fellow of the American Academy of Arts and Sciences 1967. 1976 utnämndes hon till Dame Commander of the Order of the British Empire "for services to British cultural interests in Italy and to Anglo-Italian relations".
Varje år i juli  hålls en musikfestival på La Foce till minne av Iris Origo. Den organiseras av cellisten Antonio Lysy, svärson till Iris Origo. La Foce, vars huvudbyggnad är från senare delen av 1400-talet, har en vacker trädgård designad av Cecil Pinsent. Den är tillgänglig för allmänheten och ett omtyckt besöksmål.

## Publikationer
- Allegra (1935) - kort biografi över Byrons dotter
- Leopardi A Study in Solitude (1935/1953) - biografi över Giacomo Leopardi
- Gianni - privat utgiven minnesskrift över Iris son
- Tribune of Rome: A Biography of Cola di Rienzo (1938) - om den romerske 1400-talsrevolutionären
- War in Val d'Orcia (1947)
- The Last Attachment (1949) - om Byron och Teresa Guiccioli
- Giovanni and Jane (1950) - barnbok
- A Measure of Love (1957) - biografiska essäer
- The Merchant of Prato (1957) - om Francesco di Marco Datinis liv och affärsverksamhet
  - Köpmannen från Prato (översättning: Mats Hörmark, Forum, 1987)
- "Pope Pius II" (1961), i The Horizon Book of the Renaissance (Collins, 1961)
- Images and Shadows (1970) - självbiografi
- The Vagabond Path (1972) - antologi
- The World of San Bernardino (1963) - biografi över Bernardinus av Siena
- Un'amica. Ritratto di Elsa Dallolio (1982) - minnen av en gammal vän
- A Need to Testify (1984) - biografier över de fyra antifascisterna Ignazio Silone, Gaetano Salvemini, Ruth Draper och Lauro de Bosis